# Ç̌
Cette page contient des caractères spéciaux ou non latins. S’ils s’affichent mal (▯, ?, etc.), consultez la page d’aide Unicode.
Ç̌ (minuscule : ç̌), appelé C hatchek cédille, est une lettre additionnelle utilisée dans l’écriture du laze et de l’oudi, dans certaines romanisations KNAB.
Elle est formée d'un C diacrité par un hatchek et une cédille.

## Représentations informatiques
Le C hatchek cédille peut être représentée avec les caractères Unicode suivants :
- composé et normalisé NFC (supplément latin-1, diacritiques) :

| formes    | représentations | chaînes de caractères | points de code | descriptions                                        |
| --------- | --------------- | --------------------- | -------------- | --------------------------------------------------- |
| capitale  | Ç̌               | Ç◌̌                    | U+00C7 U+030C  | lettre majuscule latine c cédille diacritique caron |
| minuscule | ç̌               | ç◌̌                    | U+00E7 U+030C  | lettre minuscule latine c cédille diacritique caron |

- décomposé et normalisé NFD (latin de base, diacritiques) :

| formes    | représentations | chaînes de caractères | points de code       | descriptions                                                    |
| --------- | --------------- | --------------------- | -------------------- | --------------------------------------------------------------- |
| capitale  | Ç̌               | C◌̧◌̌                   | U+0043 U+0327 U+030C | lettre majuscule latine c diacritique cédille diacritique caron |
| minuscule | ç̌               | c◌̧◌̌                   | U+0063 U+0327 U+030C | lettre minuscule latine c diacritique cédille diacritique caron |

## Sources
- (en) KNAB romanization systems